# Bellaffaire
Bellaffaire är en kommun i departementet Alpes-de-Haute-Provence i regionen Provence-Alpes-Cote d'Azur i sydöstra Frankrike. Kommunen ligger  i kantonen Turriers som ligger i arrondissementet Forcalquier. År 2022 hade Bellaffaire 158 invånare.

## Befolkningsutveckling
Antalet invånare i kommunen Bellaffaire
Referens: INSEE